# Ново-Коренная пустынь
Но́вая Коренна́я пу́стынь в Магопа́ке (Ново-Коренная пустынь, англ. New Kursk-Root Icon Hermitage) — ставропигиальный мужской монастырь Русской православной церкви заграницей, расположенный в селении Магопак, штат Нью-Йорк.
Основан епископом Серафимом (Ивановым) в 1950 году изначально как резиденция Архиерейского синода РПЦЗ и место пребывания чудотворной Курской Коренной иконы Божией Матери. Однако Синод и Курская Коренная икона пробыли здесь недолго — с 1951 по 1952 год. В дальнейшем здесь существовала небольшая мужская монашеская община, руководимая в 1957—1977 годы архимандритом Иннокентием (Быстровым).
Ново-Коренную пустынь посещали паломники из числа русских эмигрантов, особенно в летние месяцы. До своей смерти в 1987 году пустынью руководил её основатель архиепископ Серафим (Иванов). В 1990-х — начале 2000-х годов пустынь пришла в запустение, монахов здесь не осталось. В 2004 году здесь был возобновлён приход, который с этого времени занимается восстановлением и поддержанием имущества.
При пустыни находится Синодальный свечной завод, библиотека, а также кладбище.

## История
В 1949 году князь и княгиня Белосельские-Белозерские, узнав о готовившемся переселении Архиерейского синода и чудотворной Курско-Коренной иконы в США, безвозмездно предоставили Русской зарубежной церкви в распоряжение своё загородное имение около Магопака, в 40 милях от Нью-Йорка. В этом имении с благословения митрополита Анастасия (Грибановского) и было решено устроить ставропигиальное иноческое подворье, которое по прибытии Синода могло бы стать временной его резиденцией.
Строителем и настоятелем синодального подворья стал епископ Троицкий Серафим (Иванов), предложивший назвать подворье «Новая Коренная пустынь» в память о разрушенной старой Коренной пустыни, где была обретена чудотворная икона. Первое посещение будущей пустыни он описал так:
Прибыл я к месту своего нового назначения на четвёртый день праздника Рождества Христова — 10 января 1950 года по новому стилю. Прибыл в единственном числе и без копейки денег. Главный большой дом имения был в нежилом виде после случившегося недавно пожара. Пришлось пока что приютиться в маленьком флигелёчке. В этом флигелёчке проживал, в качестве сторожа, бывший русский полковник артиллерии С. В. Васильев, который и принял меня в свою комнату, отоплявшуюся маленькой железной печуркой. Положение было не очень весёлое… Дом запущен. Кухня почти вся сгорела. Отопление, канализация и электричество не действовало. Окна в нижнем этаже частично были выбиты, стены закопчены… Зима. Снег по колено. Город в двух милях. Сообщение с ним только пешком. Русских вокруг никого.
Уже 29 января 1950 года, через 19 дней после приезда архиепископа Серафима в Магопак, была освящена домовая церковь, а после освящения в Новой Коренной пустыни была отслужена первая литургия.
5 февраля 1951 года в Ново-Коренную пустынь прибыла и Курская Коренная икона. Однако уже в 1952 году Архиерейский синод переселился в город Нью-Йорк, где была устроена Синодальная Знаменская церковь с пребыванием чудотворного образа в ней, ибо пребывание в несколько удалённой от центра пустыни препятствовало Архиерейскому синоду полностью осуществлять свою церковно-общественную деятельность, особенно в зимнее время.
В 1957 году настоятелем Ново-Коренной пустыни стал архимандрит Иннокентий (Быстров). Братии всегда было немного — около 10 человек, из которых иночествующих было меньше половины. В летнее время в пустынь приезжало много богомольцев. Иные проводили в пустыни свои отпуска, чтобы надышаться, как они говорили, «русским церковным воздухом». Были семьи, которые там из года в год проводили с детьми всё лето. Для них из гаража была устроена небольшая временная гостиница, а затем была построена полноценная.
В 1977 году архимандрит Иннокентий отправлен на Святую землю. В середине 1980-х годов в Ново-Коренную пустынь переселился её основатель архиепископ Серафим (Иванов), скончавшийся 25 июля 1987 года в Ново-Коренной пустыни, здесь же и похороненный.
После этого на поддержание и развитие обители не выделялось никаких средств. К середине 1990-х годов монахов в Новой Коренной пустыни уже не осталось. Здания и территория постепенно начали приходить в упадок. За исключением богослужений и деятельности синодального свечного завода, жизнь в пустыни протекала медленно и тихо. Служил ушедший на покой священник Алексей Дмитриев. В обители произошёл пожар, который практически уничтожил церковь Рождества Пресвятой Богородицы.

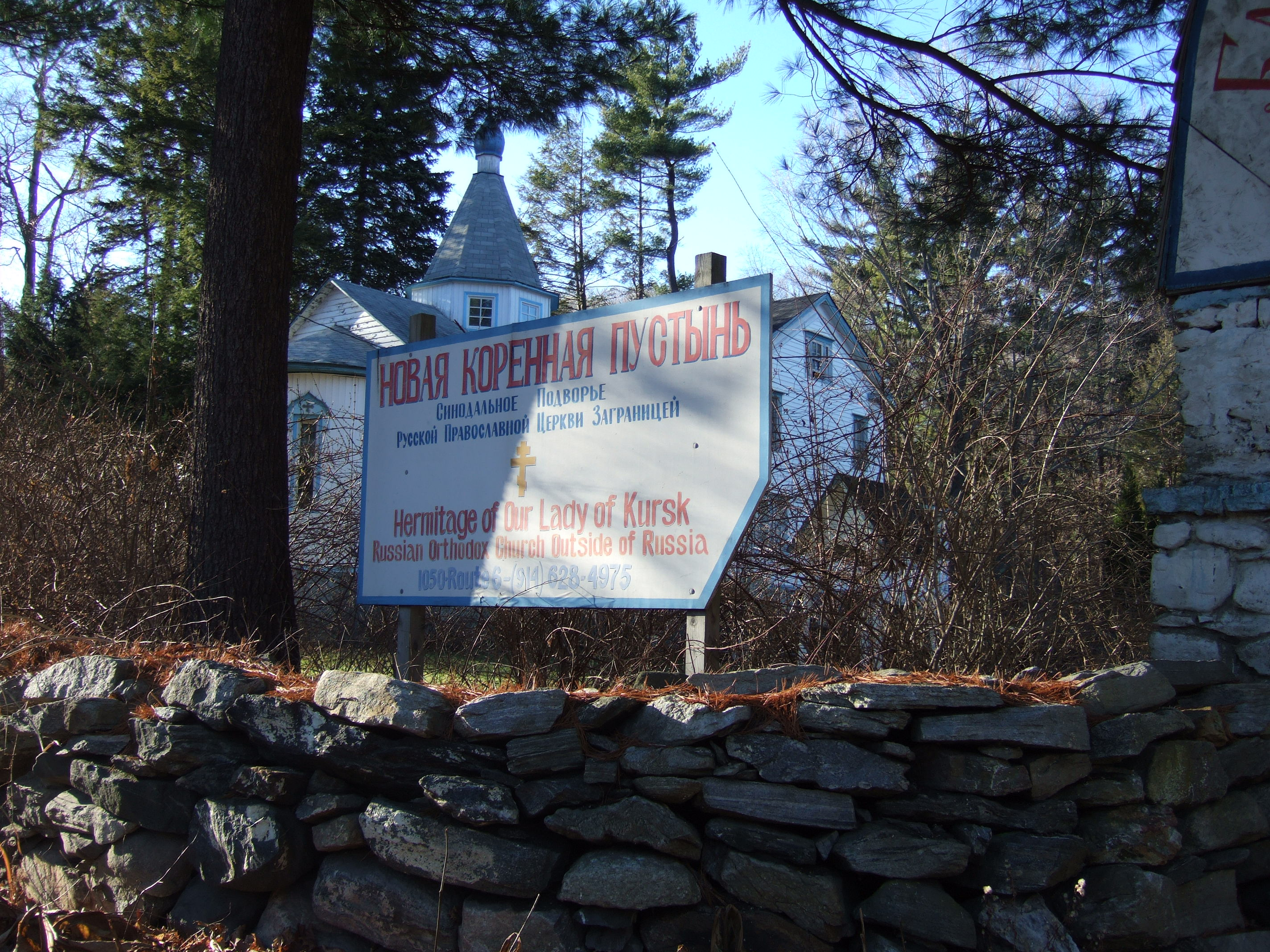

К началу 2000-х годов большая часть зданий на территории пустыни находились в крайне запущенном виде. Главный корпус с храмом нуждались в капитальном ремонте. Рассматривались даже планы снести храм и монастырские постройки, а землю продать или сдать в аренду коммерческим структурам. Но прихожане храма Рождества Пресвятой Богородицы твёрдо решили своими силами сохранить святое место. Прихожан поддержал первоиерарх РПЦЗ митрополит Лавр (Шкурла), который посетил пустынь в сентябре 2004 года.
На состоявшемся с 26 по 28 октября того же года заседании Архиерейского синода Русской зарубежной церкви среди других вопросов обсуждалось и положение в Ново-Коренной пустыни, которая имела статус синодального подворья. Одно из утренних заседаний проходило в Ново-Коренной пустыни, что дало возможность всем членам Архиерейского синода на месте ознакомиться с состоянием имущества.
По словам клирика пустыни священника Георгия Темидиса, «митрополит Лавр <…> сказал, что монастырь, в котором нет монахов — это не монастырь, и поэтому пора создать приход. В 2004 году по его благословению был создан наш приход. Меня избрали старостой. Скоро мы начали заниматься капитальным ремонтом. Было очень тяжело, и временами нам казалось, что всё — конец нашим трудам. Одну зиму служили без отопления. Но каждый раз в какой-то момент снова приходила помощь, утешение, крепла надежда, и мы продолжали трудиться. Часто это было связано с приездом к нам Курско-Коренной иконы. Мы проходили со святым образом по территории Пустыни и снова брались за работу».
Летом 2009 года силами энтузиастов были начаты восстановительные работы в Ново-Коренной пустыни, а в сентябре был основан приход в честь Рождества Пресвятой Богородицы при обители. В декабре того же года состоялось первое заседание рабочей группы по развитию Ново-Коренной пустыни в Магопаке, на котором обсуждалось поэтапное расширение начатых работ в главном здании, общее улучшение состояния остальных строений и создание конкретного плана на будущее.
В январе 2010 года протоиерей Виктор Цешковский назначен настоятелем прихода Рождества Пресвятой Богородицы в Магопаке.
Большой интерес к работам по возрождению и реставрации обители, которая должна была стать одним из центров русского зарубежья в США, проявил первоиерарх Русской зарубежной церкви митрополит Иларион (Капрал).
20 сентября 2015 года митрополит Восточно-Американский и Нью-Йоркский Иларион нанёс архипастырский визит в храм Рождества Пресвятой Богородицы в Новой Коренной пустыни и в сослужении подвизающегося при Новой Коренной пустыни епископа Иеронима (Шо), клириков РПЦЗ и Грузинской православной церкви отслужил там Божественную литургию. После Великого входа Ново-Коренной пустыни диакон Георгий Темидис был рукоположён во иерея, а после Евхаристического канона иподиакон Алексей Пнев был рукоположён во диакона. Они назначен в клир храма Рождества Пресвятой Богородицы.
11 октября того же года епископ Иероним (Шо) освятил отреставрированную часовню в честь иконы Божией Матери «Страстная» у монастырского озера, повреждённую в 2011 году от падения дерева.

К Пасхе 2017 года в храме были проведены значительные работы: поставлены новые окна и дверь у выхода к звоннице; укреплена часть левой стены, пострадавшая от многолетних протечек; починена часть крыши, дававшая течь в потолке церкви; полностью расчищена и защищена роспись на потолке; декоративно расписаны стены в передней части храма; отреставрировано Распятие; постелена новая ковровая дорожка посреди храма. Клирик пустыни иерей Георгий Темидис так описал его прихожан: 
сейчас больше половины — это недавно приехавшие из России, Украины, Грузии и других стран. Более 80 % наших прихожан говорят по-русски. Есть несколько семей, которые не понимают русский язык, но продолжают к нам ходить. Поэтому, хотя служим мы по-церковнославянски, но Апостол и Евангелие повторяем по-английски. Многие прихожане приезжают издалёка, проводя в дороге около часа или даже больше. Приход неспешно растёт. В среднем на литургии бывает человек 65, из них более 50-ти обычно причащаются.

## Кладбище
Вдали от дороги на опушке леса расположено монастырском кладбище. За первые 12 лет его существования обители выросло более 100 могильных холмов. Ныне на кладбище содержит около 500 могил.
Среди похороненых здесь: член Архиерейского Синода епископ Евлогий (Марковский), основатель Пустыни архиепископ Чикагский и Детройтский Серафим (Иванов), его келейник архимандрит Феофан (Шишманов), участник Белого движения Борис Йордан, поэт Георгий Голохвастов, художник и иконописец Николай Колтыпин-Валловский, князья Шаховские и основатель Пушкинского общества в Америке Борис Бразоль.
Обрушившийся на восток США в октябре 2012 года ураган Сэнди повалил несколько больших деревьев на кладбище, разбив несколько гранитных крестов и памятников. Так как смотрителя у кладбища не было по причине отсутствия средств на это, приход Ново-Коренной пустыни устранял последствия урагана самостоятельно.

## Библиотека
Располагается на первом этаже церковного здания. Своими руками и на более чем скромные средства комнату под библиотеку и полки для книг построил и украсил многолетний прихожанин Александр Шендрик. Основу библиотеки составили книги, собранные ещё основателем Пустыни архиепископом Серафимом (Ивановым). В более поздние годы библиотека продолжала пополняться. После начала возрождения Пустыни в начале 2010 годов в фонды библиотеки было пожертвовано большое количество книг прихожанами и друзьями Пустыни. Семья Нины Георгиевны Гончар передала в Магопак личную библиотеку своей покойной мамы; семья Холодных пожертвовала большое количество книг. На сегодняшний день в каталог уже внесено более тысячи книг, разделенных на три главных отдела: духовная литература, общая коллекция литературы на русском языке и книги на английском языке. 21 сентября 2011 года приходская библиотека была освящена епископом Иеронимом (Шо).